# William French Anderson

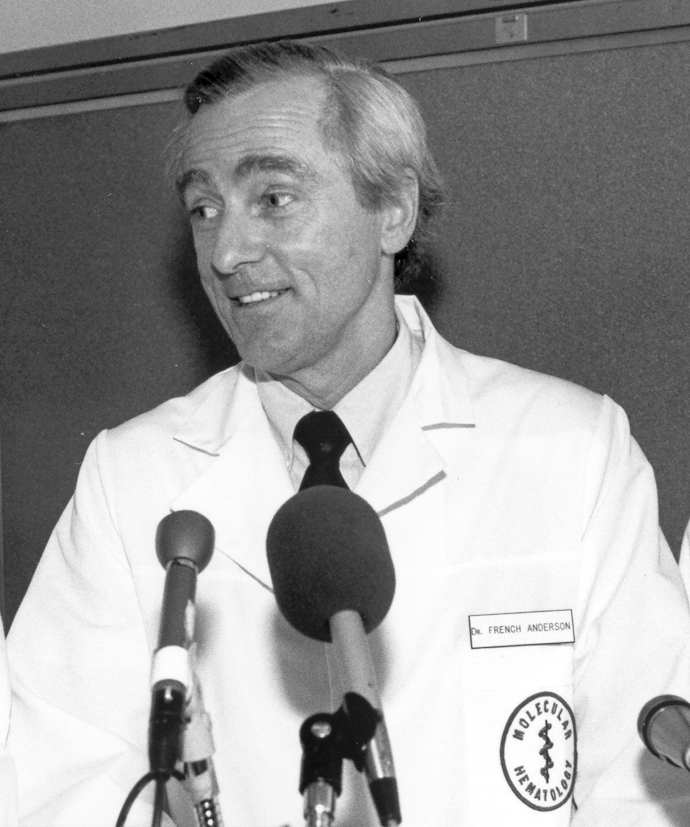
William French Anderson

William French Anderson (* 31. Dezember 1936 in Tulsa, Oklahoma) ist ein US-amerikanischer Arzt, Gentechniker und Molekularbiologe. Er gilt als Pionier der Gentherapie.

## Leben
Anderson studierte an der Harvard University (Bachelor-Abschluss 1958, zunächst mit dem Schwerpunkt Klassische Philologie) und an der Harvard Medical School (Abschluss 1963). Danach forschte er an den National Institutes of Health an Methoden zur Gentherapie mit Mäusen als Versuchstieren (1979).
1984 veröffentlichte Richard Charles Mulligan eine Methode, manipulierte Retroviren als Träger zu verwenden, um gezielt das Erbgut von Zellgewebe zu verändern. Als Arzt hat Anderson dies als erster bei Menschen angewendet, zuerst in einer experimentellen Anwendung 1989 an einem 53-jährigen Patienten und dann 1990 als therapeutische Anwendung an einem vierjährigen Mädchen mit SCID.
Er war seit 1992 Professor für Biochemie und Pädiatrie an der University of Southern California und Direktor des Labors für Gentherapie an der dortigen Keck School of Medicine.
Andersons Karriere war ruiniert, als er 2004 wegen sexuellen Missbrauchs einer Minderjährigen (der zum Tatzeitraum 1997 bis 2001 zehn- bis fünfzehnjährigen Tochter einer Kollegin, der er Tae-Kwon-Do-Unterricht gab) verhaftet und 2007 zu 14 Jahren Haft verurteilt wurde. Er verlor seine Stellung an der Universität und erhielt ein Verbot, die Universität zu betreten.
Er war Gründer und Herausgeber der Zeitschrift Human Gene Therapy. 1994 erhielt er den König-Faisal-Preis für Medizin.